# ディエゴ・ブオナノッテ
ディエゴ・マリオ・ブオナノッテ・レンデ（Diego Mario Buonanotte Rende, 1988年4月19日 - ）は、アルゼンチン・サンタフェ州出身のサッカー選手。スポルティング・クリスタル所属。ポジションはミッドフィールダー。ブオナノッテ (Buonanotte) とは、イタリア語で"おやすみ"の意味である (直訳すると"良い夜") 。

## 経歴
2006年4月9日、17歳の時にインスティトゥートACコルドバ戦でデビューした。2007年10月7日のボカ・ジュニアーズとのダービーマッチではキープレーヤーとなり、それ以後はレギュラーに定着した。ワールドサッカー誌による"エキサイティングな10代選手50人"に選出された。
2008年の北京五輪代表メンバー18人に選出された。セルビア戦では距離のあるフリーキックを決めた。
2009年12月26日、サンタフェ州の国道を走行中、大木に衝突する自動車事故を起こした。肺を損傷したほか両腕と右肩を骨折し、全治7ヵ月の重傷を負った。同乗していた友人3人は死亡した。アトレティコ・マドリードへの移籍話が進んでいたが、これが破談になるとともに、2010 FIFAワールドカップ出場も絶望的となった。2010年4月17日のCDゴドイ・クルス・アントニオ・トンバ戦で招集メンバー入りして途中出場し、4ヶ月ぶりの復帰を勝利で飾った。
2011年1月14日、移籍金380万ポンドの5年契約でリーガ・エスパニョーラのマラガCFに移籍した。しかし2010-11シーズン終了まではレンタル移籍という形でCAリーベル・プレートに残り、シーズン後にマラガに移籍した。
2013年1月、グラナダCFへ完全移籍。
2015年8月15日、ギリシャ・スーパーリーグのAEKアテネFCに2年契約で移籍した。
2016年7月19日、チリ・プリメーラ・ディビシオンのウニベルシダ・カトリカへ移籍。
2022年7月5日、スポルティング・クリスタルに移籍した。

## 所属クラブ
- CAリーベル・プレート 2006-2011
- マラガCF 2011-2013
- グラナダCF 2013-2015

→ CFパチューカ 2014 (loan)
→ キルメスAC 2015 (loan)
- AEKアテネFC 2015-2016
- ウニベルシダ・カトリカ 2016-2022
- スポルティング・クリスタル 2022-

## タイトル

### クラブ
CAリーベル・プレート
- プリメーラ・ディビシオン : 2007-08C

AEKアテネFC
- キペロ・エラーダス : 2015-16

ウニベルシダ・カトリカ
- スーペルコパ・デ・チレ : 2016, 2019, 2020, 2021
- プリメーラ・ディビシオン (チリ) : 2018, 2019, 2020, 2021

### 代表
U-23アルゼンチン代表
- オリンピックサッカー : 2008